# Olibrinus nicobaricus
Olibrinus nicobaricus là một loài chân đều trong họ Olibrinidae. Loài này được Barnard miêu tả khoa học năm 1936.